# Grillska donationen
Grillska donationen, var en donation, avsedd för etablering av en svensk djurpark, av Johan Wilhelm Grill (1815–1864).
Grill, som var intresserad av zoologi, hade en djursamling av 140 djur tillhörande 49 arter på sin gård Bona.
Han ville skapa en djurpark i Sverige enligt europeisk mönster, och testamenterade för detta ändamål förutom en större naturaliesamling 10 000 kronor, vilka förvaltades av Vetenskapsakademin som grundplåt till upprättandet av en zoologisk trädgård. Den Grillska donationen, som 1923 växt till över 80 000 kronor, överlämnades 1923 till Nordiska museet för uppförande av en djurstall på Skansen.
Med hjälp av denna donation bekostades byggnationen av ett tropikhus. Skansen kunde i detta tropikhus inrymma såpass många djurarter att man 1924 fick rätten att kalla sig djurpark.
Tropikhuset på Skansen, förut kallat "Djurhuset" arrenderas sedan 1975 av Skansen-Akvariet AB. En plakett till minne av donationen återfinns vid porten på gaveln vid entrén till terrariet.[källa behövs]